# Pharaphodius aegyptiacus
Pharaphodius aegyptiacus är en skalbaggsart som beskrevs av Rudolph Petrovitz 1964. Pharaphodius aegyptiacus ingår i släktet Pharaphodius och familjen Aphodiidae. Inga underarter finns listade i Catalogue of Life.